# Lamprospilus coelicolor
Lamprospilus coelicolor is een vlinder uit de familie van de Lycaenidae. De wetenschappelijke naam van de soort werd als Strymon coelicolor in 1872 gepubliceerd door Butler & Druce.

## Synoniemen
- Thecla hena Hewitson, 1874
- Thecla myrsina Hewitson, 1874